# VTJ Dukla Olomouc
VTJ Dukla Olomouc byl český fotbalový klub z Olomouce. Klub byl založen roku 1952 jako Křídla vlasti Olomouc patřící pod patronát leteckých ozbrojených složek. Následující rok byl klub nasazen při reorganizaci soutěže Státním výborem pro tělesnou výchovu a sport do nejvyšší soutěže společně s dalšími dvěma kluby státních ozbrojených složek (Tankista Praha a Červená hviezda Bratislava). První sezónu v nejvyšší soutěži zakončila Olomouc na 4. místě s 17 body a ztrátou 5 bodů na 1. místo. Následující sezónu Olomouc získala opět 17 bodů což stačilo jenom na tehdy sestupové 11. místo. O dva roky později byl klub přejmenován na VTJ Dukla Olomouc. Roku 1975 byl klub přesunut do Hradce Králové, kde dostal název VTJ Letec Hradec Králové.
Je jediným týmem československé prvoligové historie, který má průměr obdržených branek menší než 1. Klub odehrál celkem 35 prvoligových utkání (14 s čistým kontem), v nichž obdržel 33 branky (průměr 0,94 na zápas).

## Historické názvy
- 1952 – Křídla vlasti Olomouc
- 1956 – VTJ Dukla Olomouc (Vojenská tělovýchovná jednota Dukla Olomouc)
- 1971 – VTJ Olomouc (Vojenská tělovýchovná jednota Olomouc)
- 1975 – VTJ Letec Hradec Králové (Vojenská tělovýchovná jednota Letec Hradec Králové) – přesun klubu z Olomouce

## Osobnosti klubu
- Jiří Hledík
- Tadeáš Kraus
- Viliam Schrojf

## Umístění v jednotlivých sezonách
Legenda: Z – zápasy, V – výhry, R – remízy, P – porážky, VG – vstřelené góly, OG – obdržené góly, +/- – rozdíl skóre, B – body, červené podbarvení – sestup, zelené podbarvení – postup, fialové podbarvení – reorganizace, změna skupiny či soutěže
| Československo (1953 – 1988) |                                          |        |    |    |    |    |    |    |     |    |        |
| Sezóna                       | Liga                                     | Úroveň | Z  | V  | R  | P  | VG | OG | +/− | B  | Pozice |
| 1953                         | Přebor československé republiky          | 1      | 13 | 7  | 3  | 3  | 17 | 7  | +10 | 17 | 4.     |
| 1954                         | Přebor československé republiky          | 1      | 22 | 6  | 5  | 11 | 23 | 26 | −3  | 17 | 11.    |
| 1955                         | Celostátní československá soutěž – sk. B | 2      | 22 | 13 | 5  | 4  | 70 | 31 | +39 | 31 | 2.     |
| 1956                         | 2. liga – sk. B                          | 2      | 22 | 5  | 4  | 13 | 34 | 43 | −9  | 17 | 11.    |
| 1957/58                      | Oblastní soutěž – sk. D                  | 3      | 33 | 13 | 5  | 15 | 71 | 61 | +10 | 31 | 8.     |
| 1958/59                      | Oblastní soutěž – sk. D                  | 3      | 26 | 16 | 4  | 6  | 72 | 50 | +22 | 36 | 1.     |
| 1959/60                      | 2. liga – sk. B                          | 2      | 26 | 4  | 4  | 18 | 29 | 64 | −35 | 12 | 14.    |
| 1960/61                      | Severomoravský krajský přebor            | 3      | 26 | 11 | 8  | 7  | 60 | 40 | +20 | 30 | 4.     |
| 1961/62                      | Severomoravský krajský přebor            | 3      | 26 | 17 | 4  | 5  | 61 | 34 | +27 | 38 | 1.     |
| 1962/63                      | 2. liga – sk. B                          | 2      | 26 | 6  | 8  | 12 | 32 | 48 | −16 | 20 | 13.    |
| 1963/64                      | Severomoravský krajský přebor            | 3      | 26 | 11 | 4  | 11 | 42 | 38 | +4  | 26 | 5.     |
| 1964/65                      | Severomoravský krajský přebor            | 3      | 26 | 16 | 6  | 4  | 62 | 26 | +36 | 38 | 1.     |
| 1965/66                      | Divize D                                 | 3      | 26 | 7  | 11 | 8  | 43 | 33 | +10 | 25 | 8.     |
| 1966/67                      | Divize D                                 | 3      | 26 | 7  | 7  | 12 | 38 | 51 | −13 | 21 | 11.    |
| 1967/68                      | Divize D                                 | 3      | 26 | 7  | 7  | 12 | 28 | 47 | −19 | 21 | 11.    |
| 1968/69                      | Divize D                                 | 3      | 26 | 10 | 11 | 5  | 31 | 22 | +9  | 31 | 2.     |
| 1969/70                      | 3. liga – sk. B                          | 3      | 26 | 9  | 9  | 12 | 23 | 33 | −10 | 27 | 11.    |
| 1970/71                      | 3. liga – sk. B                          | 3      | 30 | 6  | 11 | 13 | 23 | 38 | −15 | 23 | 14.    |
| 1971/72                      | 3. liga – sk. B                          | 3      | 30 | 10 | 7  | 13 | 30 | 42 | −12 | 27 | 13.    |
| 1972/73                      | 3. liga – sk. B                          | 3      | 30 | 5  | 5  | 20 | 18 | 50 | −32 | 15 | 16.    |
| 1973/74                      | Divize D                                 | 4      | 30 | 5  | 6  | 19 | 34 | 73 | −39 | 16 | 16.    |
| …                            |                                          |        |    |    |    |    |    |    |     |    |        |
| 1975/76                      | Východočeský krajský přebor              | 5      | 26 | 12 | 7  | 7  | 50 | 27 | +23 | 31 | 4.     |
| 1976/77                      | ČNFL – sk. B                             | 3      | 30 | 4  | 8  | 18 | 28 | 59 | −31 | 16 | 15.    |
| 1977/78                      | Divize C                                 | 3      | 30 | 18 | 7  | 5  | 52 | 27 | +25 | 43 | 2.     |
| 1978/79                      | Divize C                                 | 3      | 30 | 14 | 8  | 8  | 41 | 26 | +15 | 36 | 2.     |
| 1979/80                      | Divize C                                 | 3      | 30 | 14 | 7  | 9  | 48 | 36 | +12 | 35 | 5.     |
| 1980/81                      | Divize C                                 | 3      | 30 | 12 | 9  | 9  | 38 | 36 | +2  | 33 | 7.     |
| 1981/82                      | Divize C                                 | 4      | 26 | 7  | 7  | 12 | 26 | 36 | −6  | 21 | 13.    |
| …                            |                                          |        |    |    |    |    |    |    |     |    |        |
| 1985/86                      | Divize C                                 | 4      | 30 | 11 | 6  | 13 | 43 | 42 | +1  | 28 | 11.    |
| 1986/87                      | Divize C                                 | 4      | 30 | 12 | 7  | 11 | 40 | 34 | +6  | 31 | 5.     |
| 1987/88                      | Divize D                                 | 4      | 30 | 9  | 4  | 17 | 41 | 52 | −11 | 22 | 15.    |

Poznámky:
- 1953: Tento ročník byl hrán jednokolově.
- 1957/58: Tento ročník byl hrán tříkolově (jaro 1957, podzim 1957, jaro 1958) z důvodu přechodu zpět na hrací systém podzim–jaro (v období 1949–1956 se hrálo dle sovětského vzoru systémem jaro–podzim).
- 1968/69: Po sezóně došlo k reorganizaci soutěží, kdy se Divize D stala jednou ze skupin 4. nejvyšší soutěže – prvních 9 mužstev postoupilo do 3. ligy – sk. B 1969/70, posledních 5 sestoupilo do Divize D 1969/70 (jako jedné ze skupin 4. nejvyšší soutěže).
- 1986/87: Klub byl před sezonou 1987/88 přesunut do Divize D.